# Bec de serra mitjà

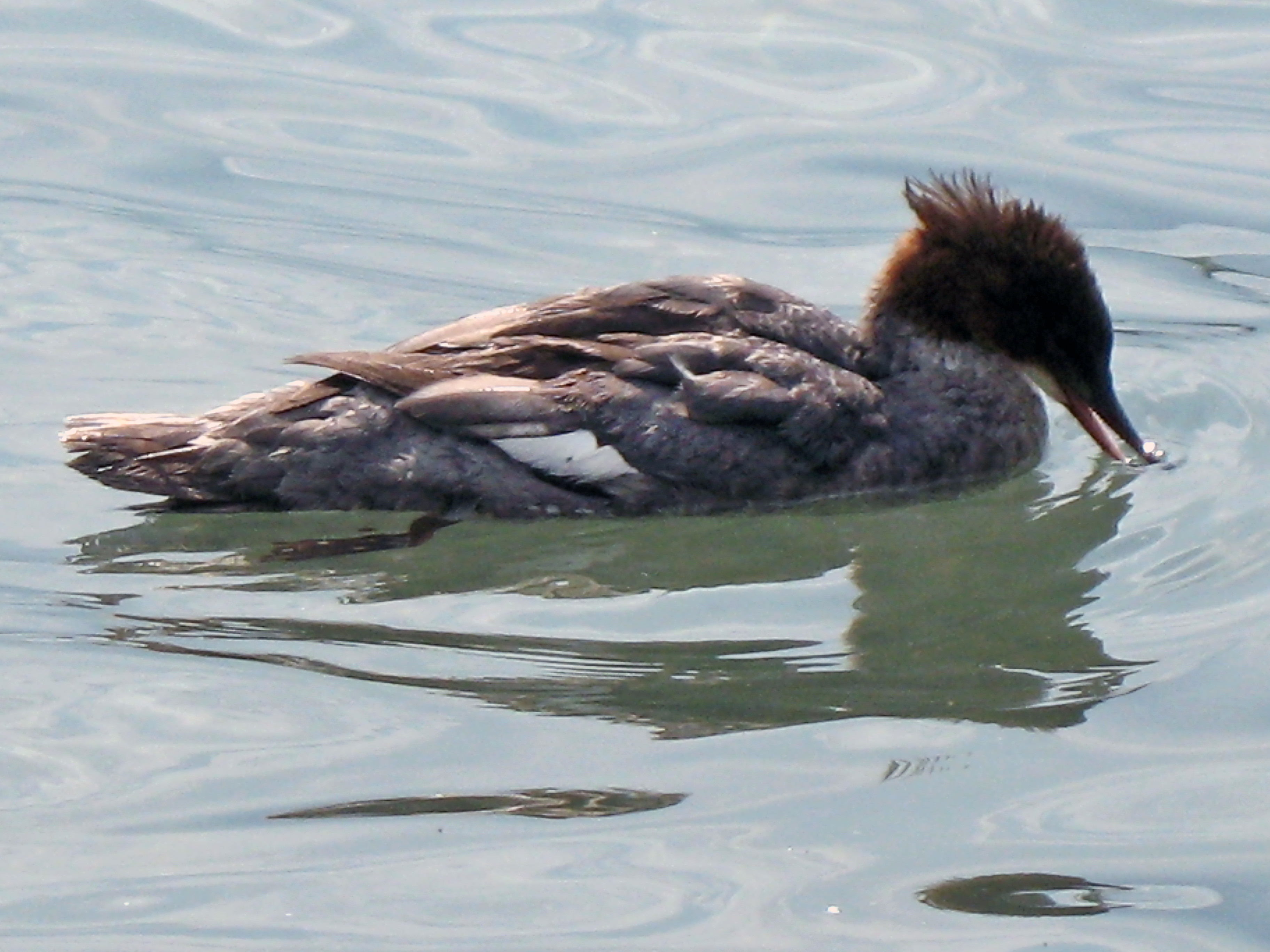
Exemplar fotografiat a Suïssa.

El bec de serra mitjà o ànnera/àneda peixatera (Mergus serrator) és un ànec marí de règim alimentari piscívor.

## Morfologia
- Fa 58-60 cm de longitud total i 67-82 cm d'envergadura alar.
- El mascle té el cap de color verd amb una trossa característica, el coll amb franja blanca, el pit terrós i els flancs grisos.
- Bec, ulls i potes vermells.[2]
- Té el bec molt allargat i proveït de petits denticles que faciliten la captura dels peixos evitant que rellisquin i s'escapin.
- En vol s'observen les ales fosques a la part distal i amb blanc abundant travessat per dues línies negres a la part proximal.
- La femella té el cap amb trossa i coll terrosos, flancs grisos, i una ampla zona grisa a les ales en vol.

## Subespècies
- Mergus serrator schioleri
- Mergus serrator serrator

## Reproducció
Nia en matolls i roques, prop de llacs i rius o a la tundra.

## Alimentació
És capaç de cabussar-se i nedar sota l'aigua per enxampar peixets, insectes aquàtics, crustacis i granotes.

## Hàbitat
Es troba en badies i llacunes salabroses i en salines.

## Distribució geogràfica
Viu a Nord-amèrica, Groenlàndia i Euràsia. Hiverna regularment al Delta de l'Ebre, a Mallorca, i és molt rar a la resta dels Països Catalans, on es pot considerar accidental.

## Costums
Als Països Catalans és un ocell hivernant (de novembre a abril) que també pot observar-se en pas. La població total d'hivernants hi deu voltar a l'entorn de només uns 100 individus.